# Gaston Piétri
 (février 2023).
Pour les articles homonymes, voir Pietri.
Gaston Pietri, né en 1929 à Sisco, est un prêtre français. Ordonné pour le diocèse d'Ajaccio, il a exercé de nombreuses charges.
Gaston Piétri est aussi journaliste, il a publié de très nombreux articles dans La Croix et Le Monde. Il a aussi contribué à la revue Étvdes. Il est encore auteur de plusieurs livres.

## Parcours
- Jusqu'en 1967 : aumônier de lycée
- Chargé de la Pastorale des jeunes pour le diocèse d'Ajaccio
- années 1970/80 : aumônier des Équipes enseignantes, avec des responsabilités nationales
- 1978 à 1982 : directeur du Centre national de l’enseignement religieux (CNER)
- 1982 à 1988 : secrétaire général adjoint de la Conférence des évêques de France, chargé des questions pastorales
- 1988 à 1993 : directeur de l’Institut pastoral d’études religieuses à l’université catholique de Lyon
- 1993 à ? : responsable diocésain de la Formation permanente du diocèse d’Ajaccio
- Octobre 2003 à juillet 2004 : administrateur diocésain de l’Église de Corse, intérim depuis le départ de Mgr André Lacrampe après 8 ans d’épiscopat jusqu’à l’arrivée de Mgr Jean-Luc Brunin.

## Publications
- Le Figuier et la tour, la grâce et la liberté, le paradoxe de l’existence chrétienne, Le Centurion, Paris, 1983
- D’une rive à l’autre, solitude et communion, Desclée de Brouwer, Paris, 1987
- Le Catholicisme à l’épreuve de la démocratie, Cerf, Paris, 1997
- De la liberté de parole dans l’Église, le catholicisme et la crise de l’autorité, collection Débattre, Ed. de l’Atelier, Paris, 1997
- La laïcité est une idée neuve en Europe, Salvator, Paris, 1998
- Une vérité désarmée, Fayard
- Comment va la Corse ?, Ed. Desclée de Brouwer
- Serviteurs de la Parole, Salvator
- La Vocation, Paris, Ed. Salvator
- Passeurs de Dieu. D'une culture à l'autre, Paris, Ed. Salvator, 2004
- Au risque du temps, Paris, Ed. Salvator, 2006
- L'Evangile, c'est possible !, Paris, Bayard, 2009